# Teatri della Toscana
Questa lista è suscettibile di variazioni e potrebbe essere incompleta o non aggiornata.

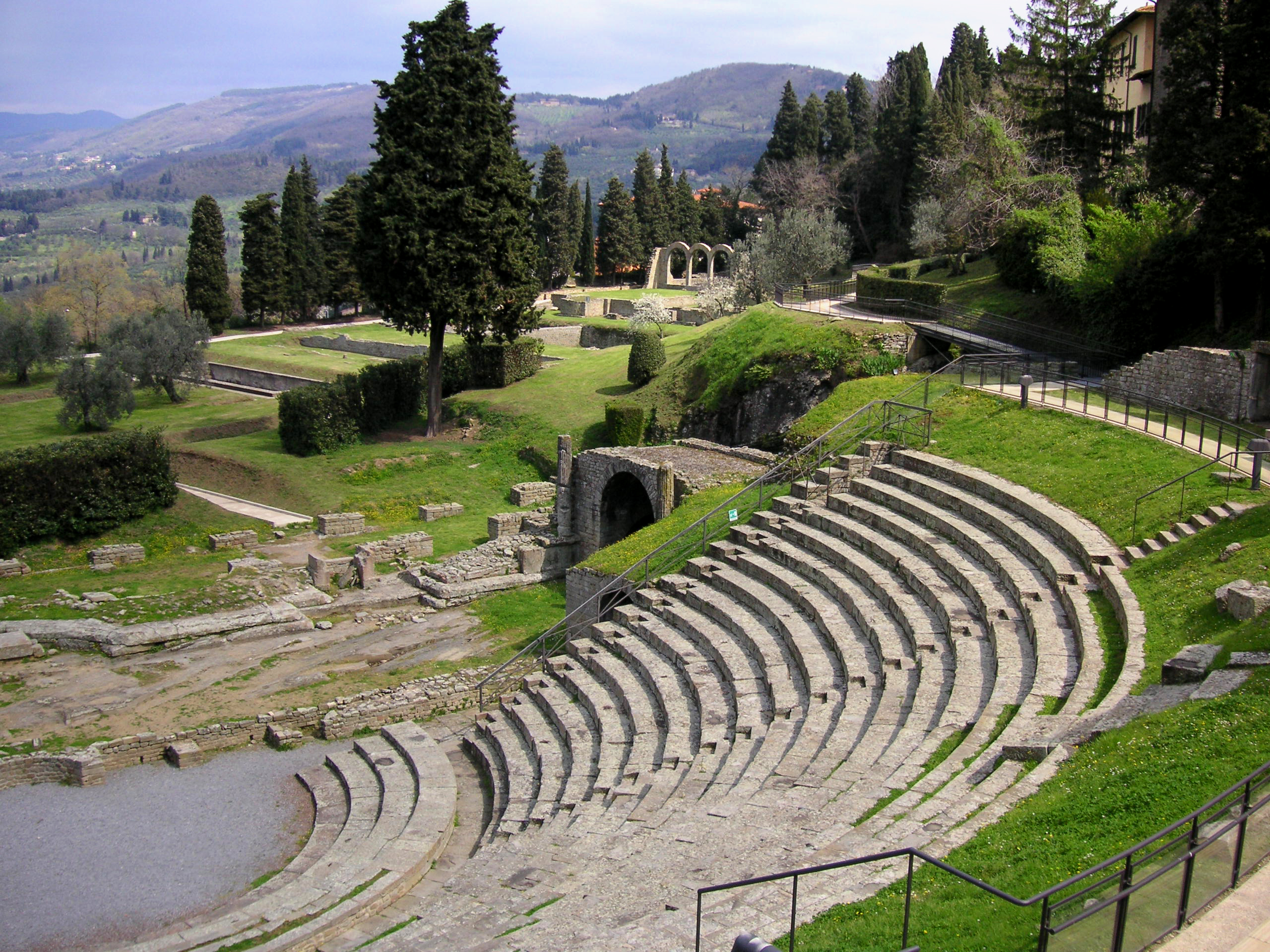
Teatro Romano, Fiesole

La Toscana ha avuto una storia molto collegata al teatro che ha reso possibile la costruzione di moltissimi spazi scenici, qualcuno già presente in epoca romana, a Fiesole altri costruiti piano piano, anche se la maggior parte sono stati fatti dal XVII secolo in poi. Adesso la Toscana conta più di 190 teatri attivi, e dovrebbe arrivare nei prossimi anni a contarne 210.
Moltissimi sono chiusi; edifici inutilizzati che talvolta sono stati demoliti in modo da fare spazio ad abitazioni e altri edifici.

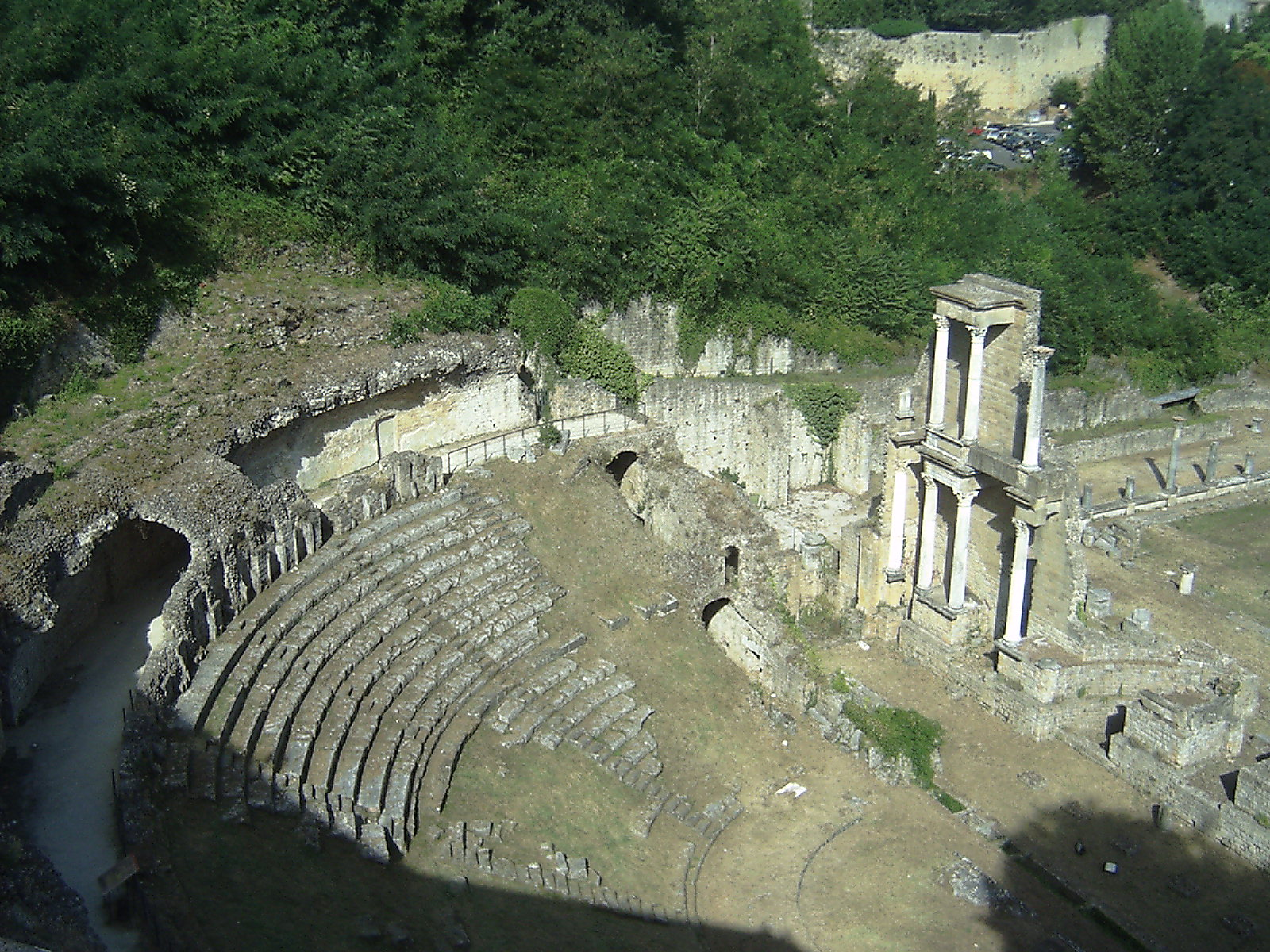
Teatro Romano, Volterra

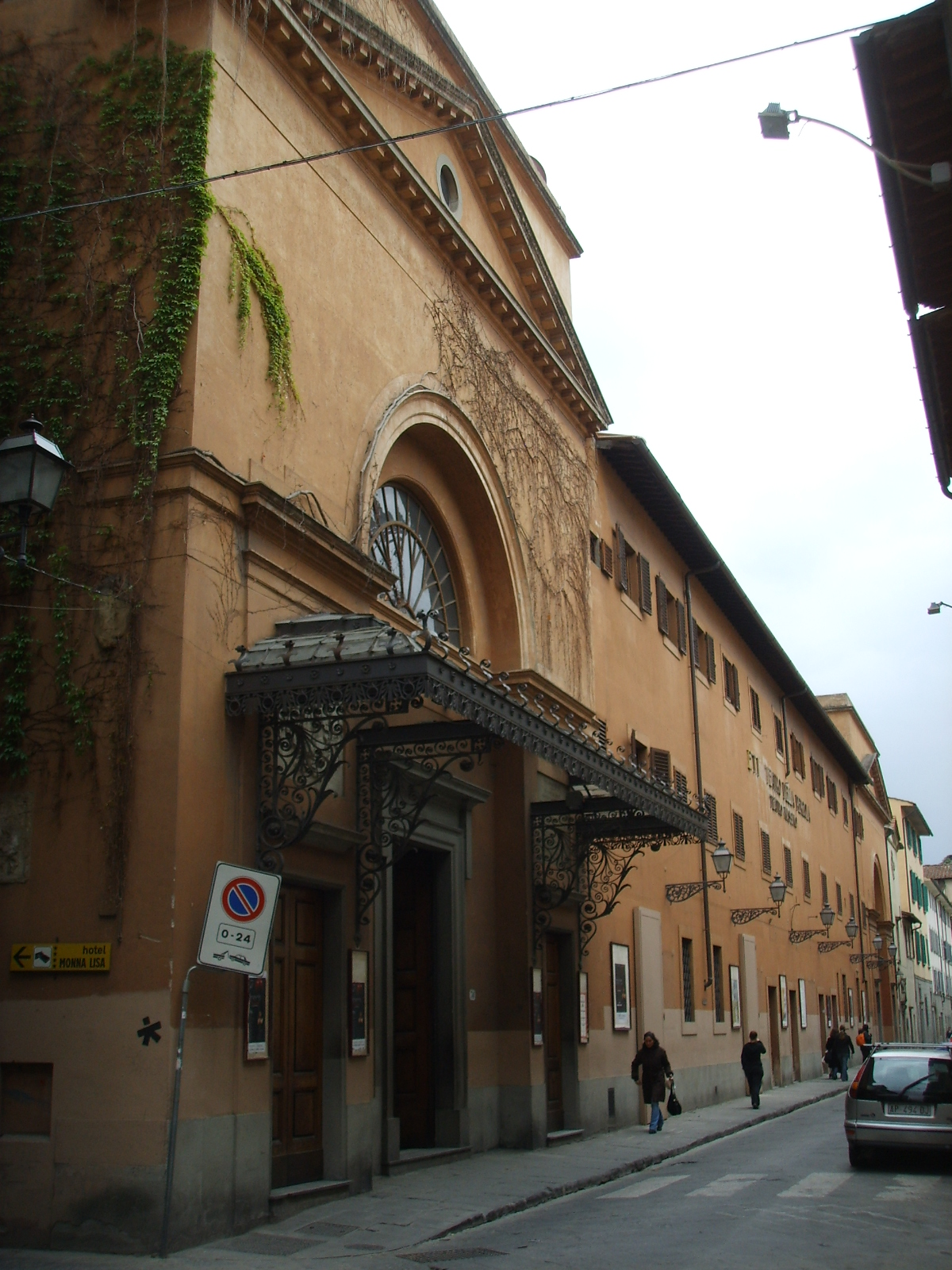
Teatro della Pergola, Firenze

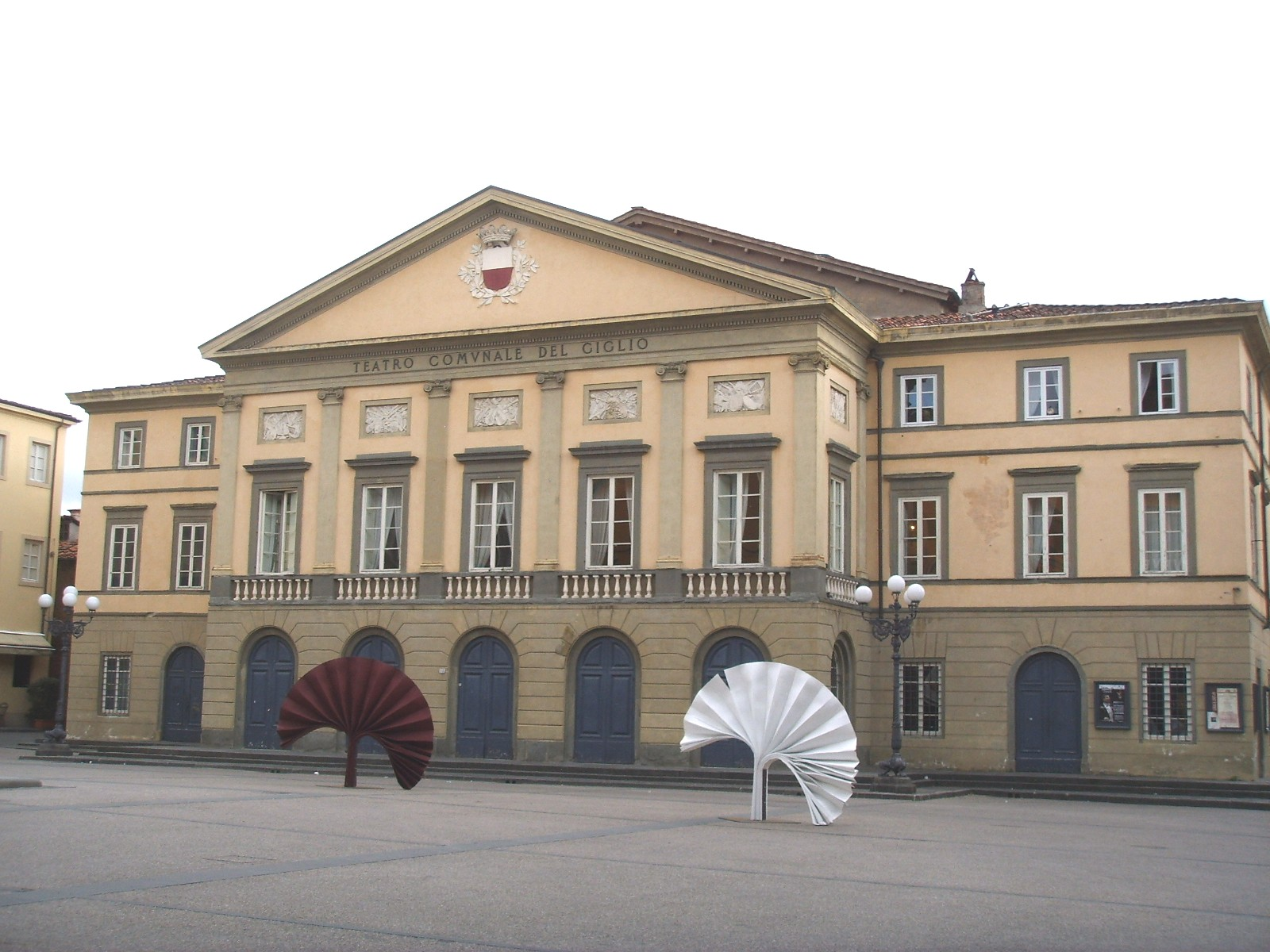
Teatro del Giglio, Lucca

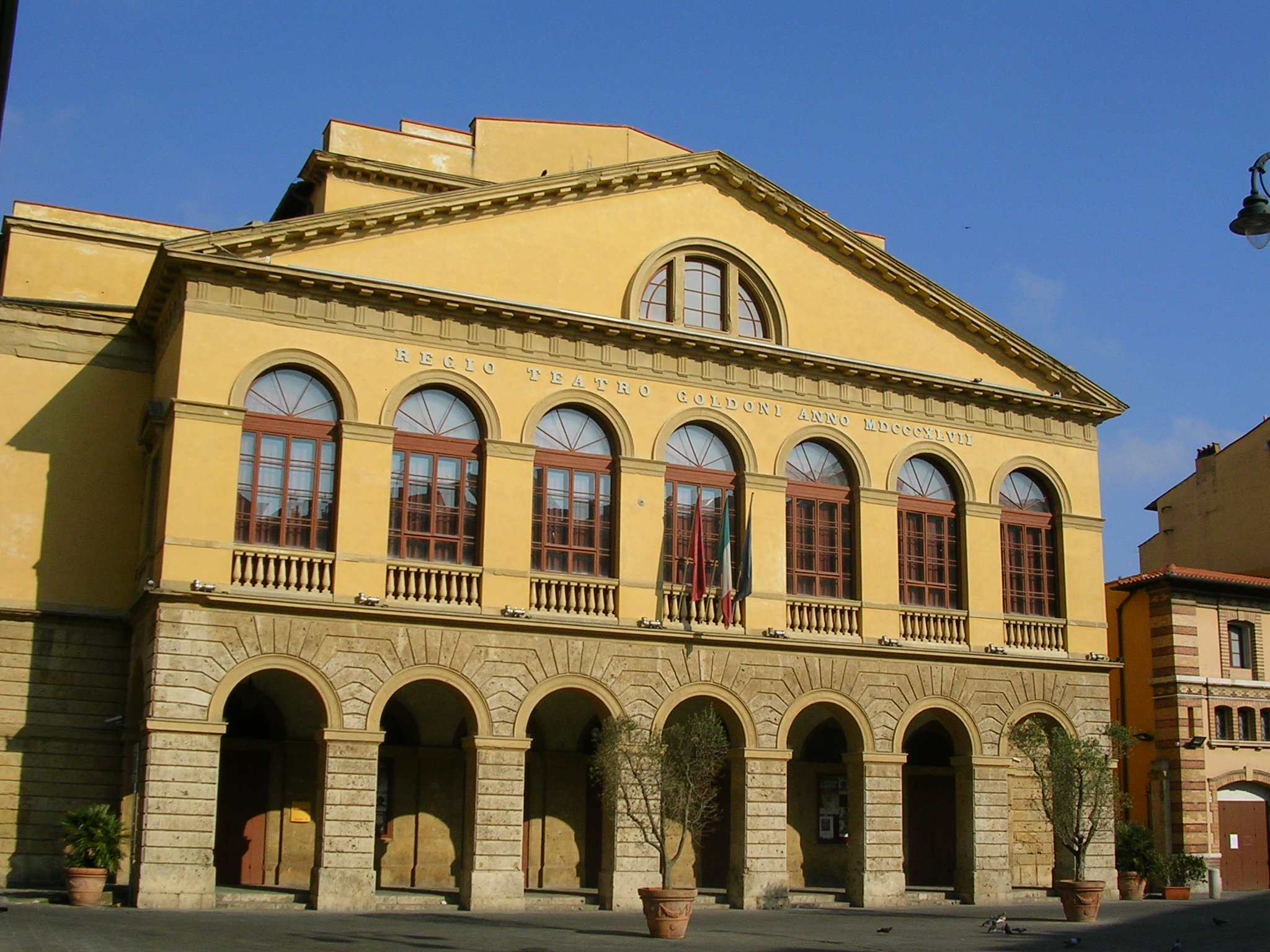
Teatro Goldoni, Livorno

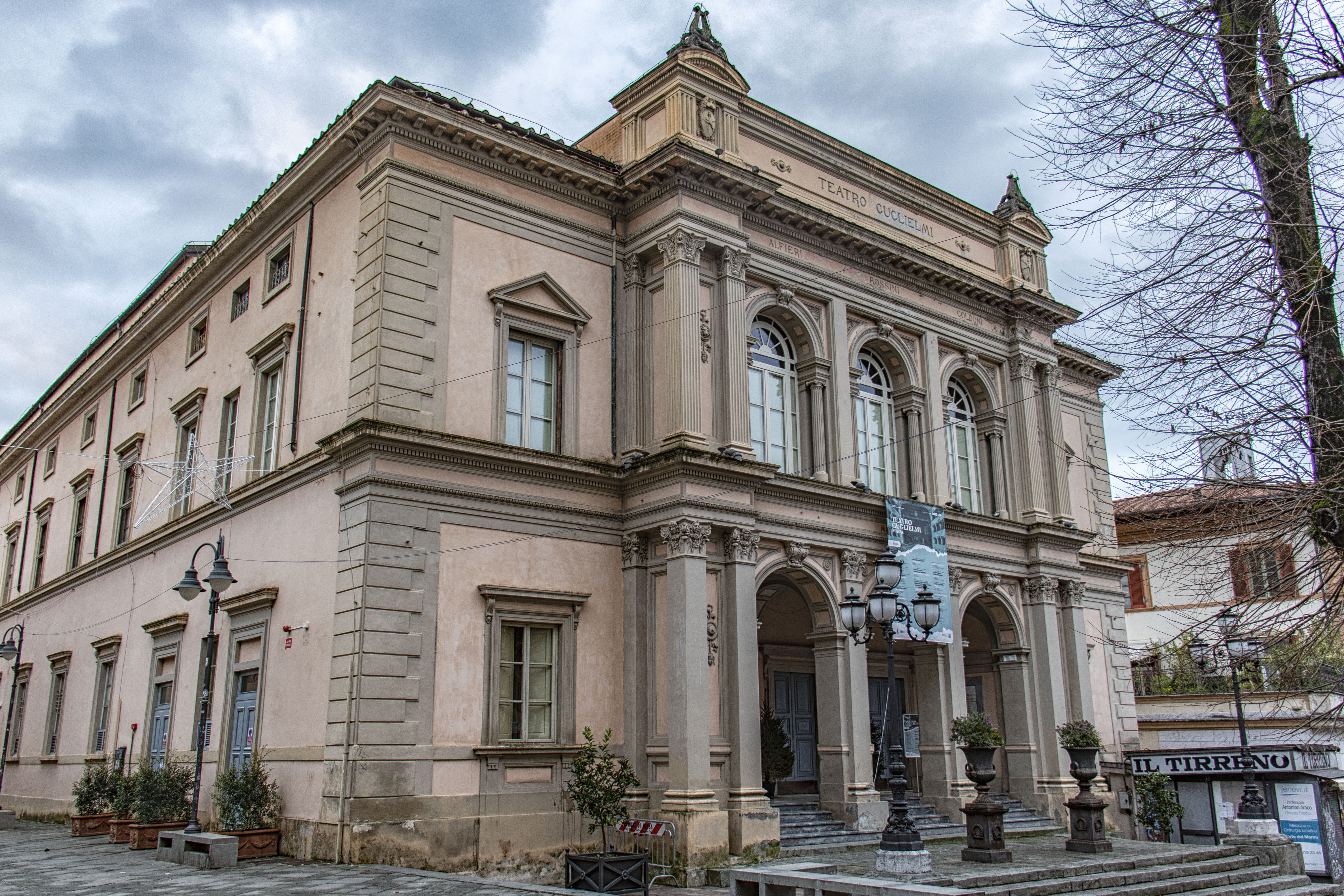
Teatro Guglielmi, Massa

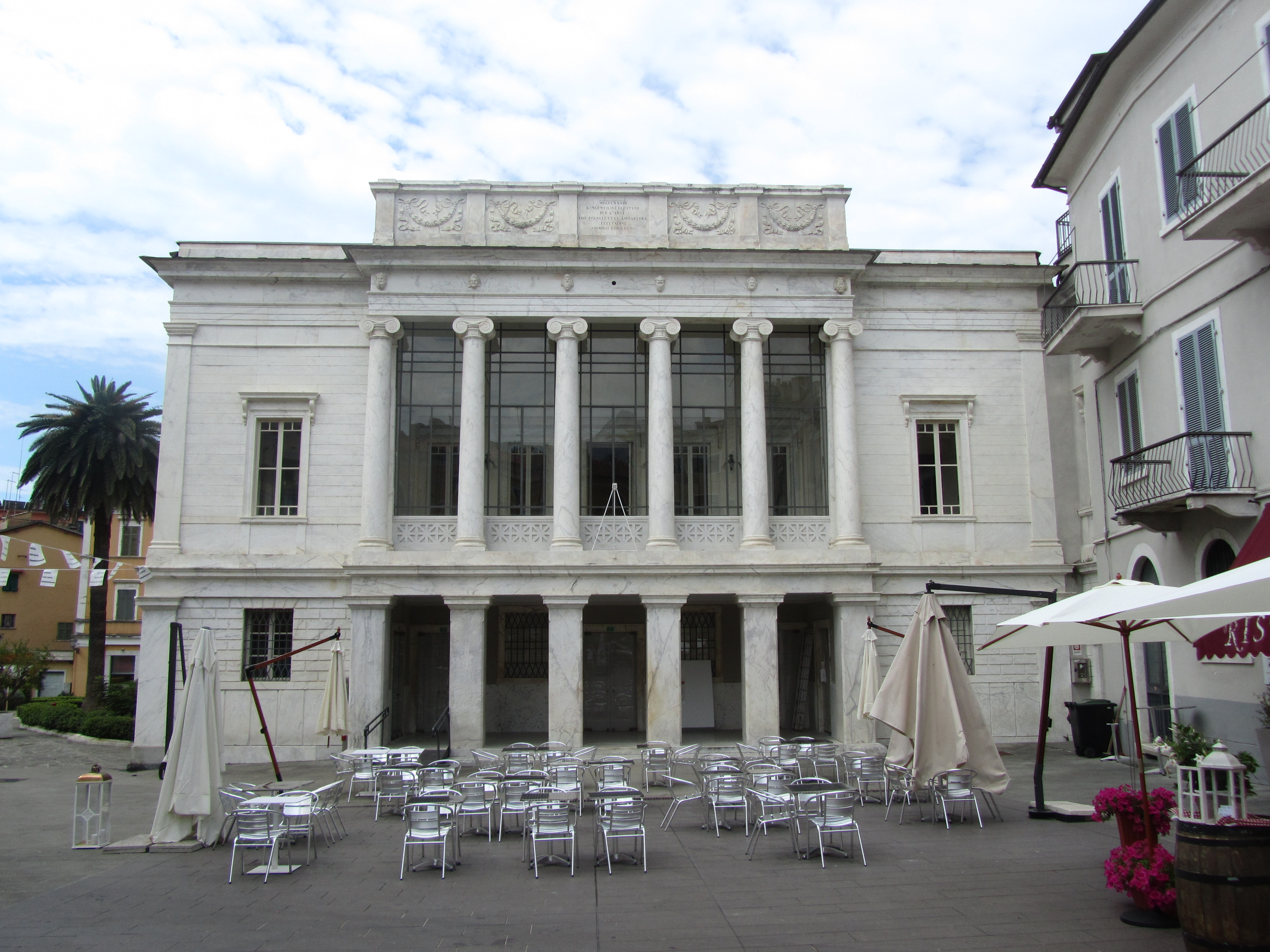
Teatro degli Animosi, Carrara

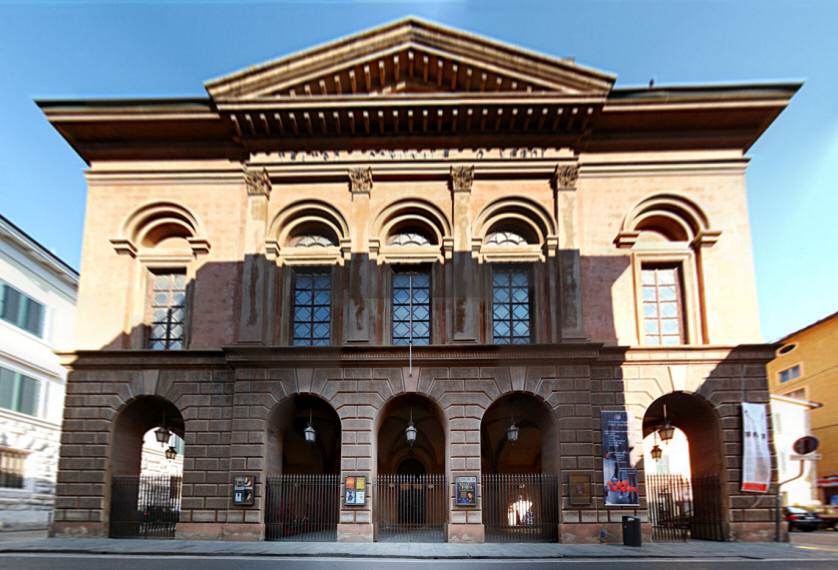
Teatro Verdi, Pisa

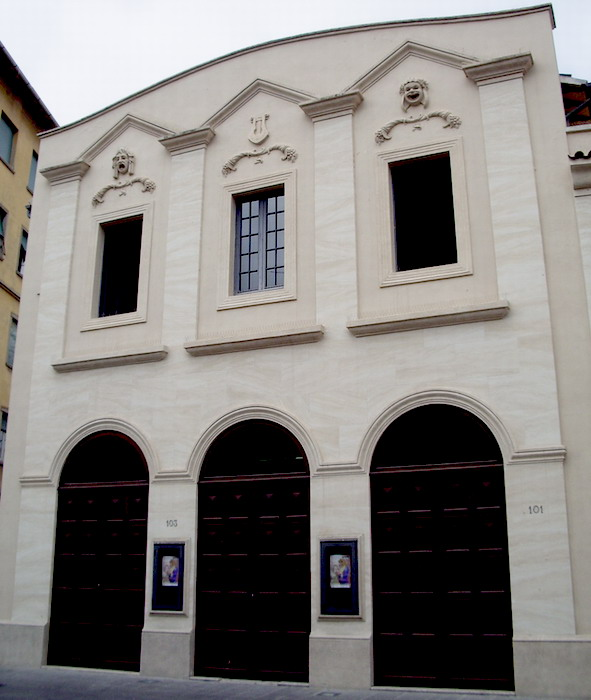
Teatro degli Industri, Grosseto

## Arezzo
- Libera Accademia del Teatro

Nel 1996, per iniziativa di artisti e operatori legati al teatro fra i quali l'attore Fernando Maraghini e la scenografa Maria Erica Pecile, viene fondata la Libera Accademia del Teatro e l'omonima compagnia teatrale che svolge un ruolo importante non solo nell'ambito della produzione e dell'allestimento di spettacoli ma anche di promozione e di formazione. L'associazione si dota per la sua attività, nel 1998, di questo piccolo spazio teatrale in piazza Santissima Annunziata n. 1
- Politeama universale
- Teatrino di via della Bicchieraia
- Teatro Petrarca

### Provincia di Arezzo

#### Anghiari
- Teatro dell'Accademia dei Ricomposti

#### Bibbiena
- Teatro dei Dovizi

#### Bucine
- Teatro comunale
- Teatro della Società filodrammatica

#### Castelfranco di Sopra
- Teatro comunale Wanda Capodaglio

#### Castiglion Fiorentino
- Teatro comunale Mario Spina

#### Cavriglia
- Teatro comunale

#### Civitella in Val di Chiana
- Teatro moderno Tegoleto

#### Cortona
- Teatro Signorelli

#### Foiano della Chiana
- Teatro Garibaldi

#### Monte San Savino
- Teatro Verdi

#### Pieve Santo Stefano
- Teatro comunale

#### Pratovecchio
- Teatro degli Antei

#### San Giovanni Valdarno
- Teatro Bucci
- Teatro Masaccio

#### Sansepolcro
- Cinema teatro Dante
- Teatro alla Misericordia

#### Sestino
- Teatro Verdi

#### Stia
- Teatro comunale

## Firenze

### Provincia di Firenze

#### Bagno a Ripoli
- Antella - Teatro del Circolo Ricreativo Culturale
- Antella - Nuovo Teatro Comunale
- Grassina - Cinema Teatro della Casa del Popolo
- Grassina - Teatro SMS
- La Fonte - Cinema Teatro della Societa di Mutuo Soccorso G. Modena
- Osteria Nuova - Teatro della Societa Sportica Audace Resistente
- Villa Cedri "L'Orto Sconcluso"

#### Barberino di Mugello
- Teatro Comunale

#### Barberino Val d'Elsa
- Teatro Regina Margherita

#### Borgo San Lorenzo
- Cinema Teatro Giotto
- Cinema Teatro della Casa del Popolo
- Cinema Teatro Don Bosco
- Faltona - Cinema Teatro di Santa Felicita
- Luco di Mugello - Teatro del Circolo del Movimento Cristiano dei Lavoratori

#### Calenzano
- Teatro Manzoni

#### Campi Bisenzio
- Teatro Dante

#### Castelfiorentino
- Ridotto del Teatro del Popolo

#### Dicomano
- Teatro della Societa Filodrammatica dei Risorti
- Cinema Teatro Umberto I

#### Empoli
- Sala Duemila
- Sala Il Momento
- Teatro Excelsior
- Teatro Shalom

#### Fiesole
- Teatro Romano di Fiesole
- Teatro dell'Accademia dei Generosi
- Teatro Spence
- Cinema Teatro G.Garibaldi
- Teatro della Chiesa di Santa Maria Primerana
- Cinema Teatro della Casa del Popolo - Caldine
- Teatro del Circolo Ricreativo La Pace
- Teatro dell'Istituto Universitario Europeo
- Teatro Parrocchiale di San Domenico

#### Figline Valdarno
- Teatro Garibaldi

#### Firenzuola
- Sala Don Otello Puccetti

Fucecchio
- Nuovo Teatro Pacini

#### Greve in Chianti
- Teatro Boito

#### Marradi
- Teatro degli Animosi

#### Montelupo Fiorentino
- Teatro Aurora
- Teatro Mignon

#### Pontassieve
- Cinema Teatro dell'Accademia per la Cultura Popolare
- Cinema Teatro Italia

#### Rignano sull'Arno
- Teatro nella Villa di Torre a Cona
- Cinema Teatro Bruschi

#### Rufina
- Piccolo Teatro

#### San Casciano in Val di Pesa
- Jack and Joe Theatre
- Teatro Niccolini
- Cinema Teatro EVEREST

#### Sesto Fiorentino
- Teatro della Limonaia
- Teatro di San Martino

#### Scandicci
- Teatro Studio
- Teatro San Michele (Casellina)

#### Tavarnelle Val di Pesa
- Teatro Società Filarmonica Giuseppe Verdi

#### Vicchio
- Cinema Teatro Giotto

## Grosseto
- Teatro degli Industri
- Teatro Moderno
- Anfiteatro Romano, Roselle
- Parco di Pietra, Roselle

### Provincia di Grosseto

#### Arcidosso
- Teatro degli Unanimi

#### Castel del Piano
- Teatro Amiatino

#### Castell'Azzara
- Teatro Comunale

Situato in Via della Sforzesca, ha una capienza totale di 99 posti. È un teatro di piccole dimensioni, costruito nel 1980 e dotato di un palcoscenico di circa 30 m². Nel 2002 la struttura è stata interessata da un intervento di adattamento e adeguamento diretto dall'Ufficio Tecnico Comunale che l'ha resa una sala polifunzionale destinata a rispondere alla domanda culturale del territorio comunale.

#### Cinigiano
- Teatro Auditorium Comunale

Situato in via del Pretorio a Cinigiano, ha una capienza totale di 214 posti. Il teatro, completamente ristrutturato, è stato inaugurato nell'aprile 2004. Il programma prevede una serie di spettacoli rivolti agli alunni delle scuole materne, elementari e medie del Comune a cui spesso è concesso per rappresentazioni teatrali, saggi di musica e danza. Vengono anche promossi i gruppi teatrali locali.
- Forum Fondazione Bertarelli

#### Civitella Paganico
- Teatrino Comunale

Ubicato in Piazza I Maggio a Civitella Marittima, ha una capienza totale di 80 posti. Si tratta di una piccola sala utilizzata esclusivamente per rappresentazioni scolastiche e per assemblee civiche.

#### Follonica
- Teatro Fonderia Leopolda

#### Gavorrano
- Teatro delle Rocce

#### Montieri
- Sala Teatrale, Boccheggiano

#### Pitigliano
- Teatro Salvini

#### Roccastrada
- Teatro dei Concordi

#### Santa Fiora
- Teatro Andrea Camilleri

#### Scansano
- Teatro Castagnoli

## Livorno
- Teatro Goldoni

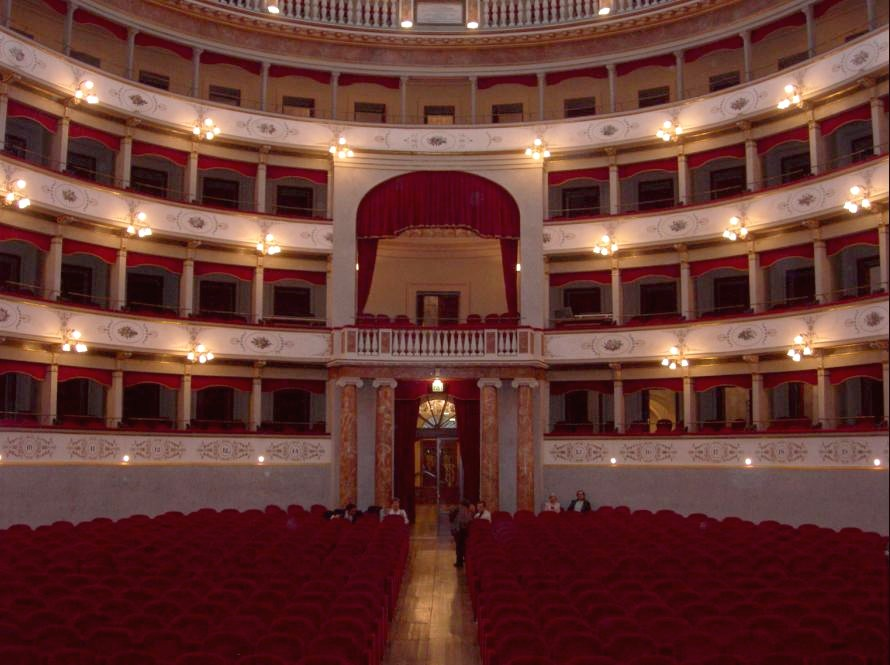
Teatro Goldoni, Livorno

Inaugurato nel 1847, è il più grande teatro livornese e l'unico importante spazio teatrale ad essere sopravvissuto alle distruzioni della seconda guerra mondiale (si vedano i teatri storici di Livorno). Restaurato nel 2004, dispone di una sala coperta da una superficie vetrata, al fine di renderlo idoneo anche a rappresentazioni diurne. Al suo interno è collocato anche un ridotto, denominato Goldonetta.
- Cinema teatro 4 Mori

È sorto nel secondo dopoguerra per volontà della "Compagnia Lavoratori Portuali"; ubicato in pieno centro cittadino, nei pressi della Fortezza Vecchia, dispone di una sala di 650 posti, nella quale si tengono spettacoli teatrali e proiezioni cinematografiche.
- Teatro delle Commedie

Nacque come spazio teatrale della Pia Casa di Lavoro; nel corso del Novecento è stato restaurato. Può contenere circa 150 spettatori. Dal 2010, affidato alla Coop.Theatralia, ha preso il nome di Teatro C.
- Teatro Mascagni

Fu costruito negli anni trenta del XX secolo in stile razionalista-eclettico, presso il sanatorio ospitato nella Villa Corridi. Dispone di 200 posti.
- Teatro del Porto

È nato nel 2004 nella zona del Porto Mediceo; di dimensioni modeste, può ospitare 200 persone.

### Provincia di Livorno

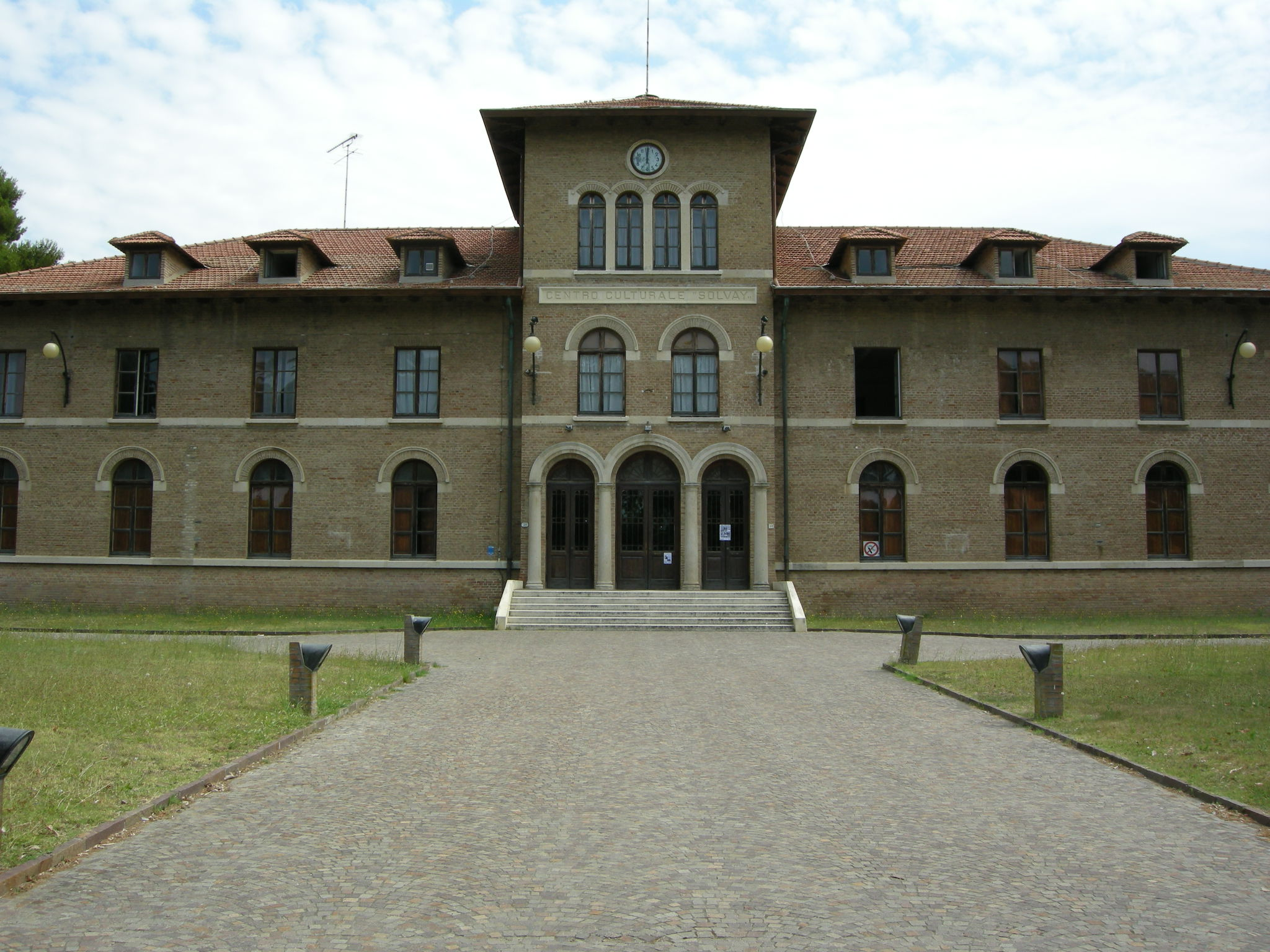
Teatro Solvay, Rosignano Solvay

#### Campiglia Marittima
- Teatro dei Concordi

Inaugurato nel 1867, negli anni trenta del Novecento divenne un cinematografo. Dopo un periodo di declino, nei successivi anni ottanta fu completamente restaurato.

#### Cecina
- Teatro Eduardo De Filippo

Inizialmente era un auditorium scolastico. Nel 1983 fu restaurato e trasformato in un teatro, avente una capacità di circa 550 spettatori.

#### Collesalvetti
- Sala Spettacolo di Collesalvetti

È uno spazio teatrale ricavato dalla trasformazione dei capannoni del Consorsio Agrario; ha iniziato la sua attività nel 1999.

#### Piombino
- Cinema teatro Metropolitan

Costruito nel 1834, fu riedificato nel 1951 e restaurato più volte nel corso degli anni. È il più importante teatro della zona meridionale della provincia di Livorno. Dispone di 875 posti.

#### Portoferraio
- Teatro dei Vigilanti

Anticamente era una chiesa; all'inizio dell'Ottocento fu trasformata in un teatro. Un importante restauro avvenne tra il 1922 ed il 1923. Fino al 1952 la struttura fu utilizzata anche per proiezioni cinematografiche.

#### Rosignano Marittimo
- Teatro Solvay (Rosignano Solvay)

Inaugurato nel 1928, fu ristrutturato nel 1936 da Italo Gamberini. Oggi è una sala polifunzionale capace di ospitare circa 600 spettatori.
- Tensostruttura di Castello Pasquini

Sorta negli ultimi anni del XX secolo, è stata demolita nel corso del 2017; era annessa allo storico Castello Pasquini di Castiglioncello, e poteva contenere fino a 640 spettatori.

## Lucca
- Teatro del Giglio
- Teatro di San Girolamo
- Auditorium del Suffragio

### Provincia di Lucca

#### Altopascio
- Teatro Comunale Giacomo Puccini

Nato nel 1906 per volontà di Andrea Orsucci, commerciante, nel 1962 perde la connotazione di teatro e rimane solo cinema. Investito dalla crisi, il cinema chiuse nel 1984. Acquisito dal Comune e riaperto al pubblico nel 2011, il teatro ha oggi una capienza di 300 posti, divisi tra platea e galleria. Ospita rassegne teatrali di prosa, in collaborazione con Fondazione Toscana Spettacolo onlus, con artisti di fama nazionale e rassegne di teatro per le nuove generazioni, in collaborazione con Teatrino dei Fondi, mantenendo al contempo la funzione di cinema.

#### Bagni di Lucca
- Teatro Accademico

#### Barga
- Teatro dei Differenti

#### Camaiore
- Teatro dell'Olivo

#### Capannori
- Artè

#### Castelnuovo di Garfagnana
- Teatro Comunale Vittorio Alfieri

#### Massarosa
- Teatro Vittoria Manzoni

#### Montecarlo
- Teatro dei Rassicurati

#### Pescaglia
- Teatrino di Vetriano

#### Pietrasanta
- Teatro comunale di Pietrasanta

#### Porcari
- Auditorium Vincenzo Da Massa Carrara

#### Seravezza
- Teatro Scuderie Granducali

#### Viareggio
- Teatro Politeama
- Teatro Eden
- Teatro Supercinema
- Teatro Jenco
- Gran teatro all'aperto - Torre del Lago Puccini
- Auditorium  Caruso - Torre del Lago Puccini
- Teatro Pacini, scomparso

## Massa
- Teatro Guglielmi
- Teatro dei Servi
- Teatro di Palazzo Ducale

### Provincia di Massa-Carrara

#### Aulla
- Cinema Teatro Città di Aulla

#### Bagnone
- Teatro Quartieri

#### Carrara
- Teatro degli Animosi
- Teatro Politeama "Giuseppe Verdi"

#### Fivizzano
- Teatro degli Imperfetti

#### Montignoso
- Cinema Teatro Rosi

#### Pontremoli
- Teatro della Rosa

## Pisa
- Cinema Teatro Lux
- Teatro Politeama
- Teatro Verdi
- Teatro Sant'Andrea
- Piccolo Teatro della Soffitta
- Stanzone de' Banchi
- Stazione Leopolda

### Provincia di Pisa

#### Buti
- Teatro Francesco di Bartolo

#### Capannoli
- Teatro comunale di Capannoli

#### Casale Marittimo
- Teatro di Casale Marittimo

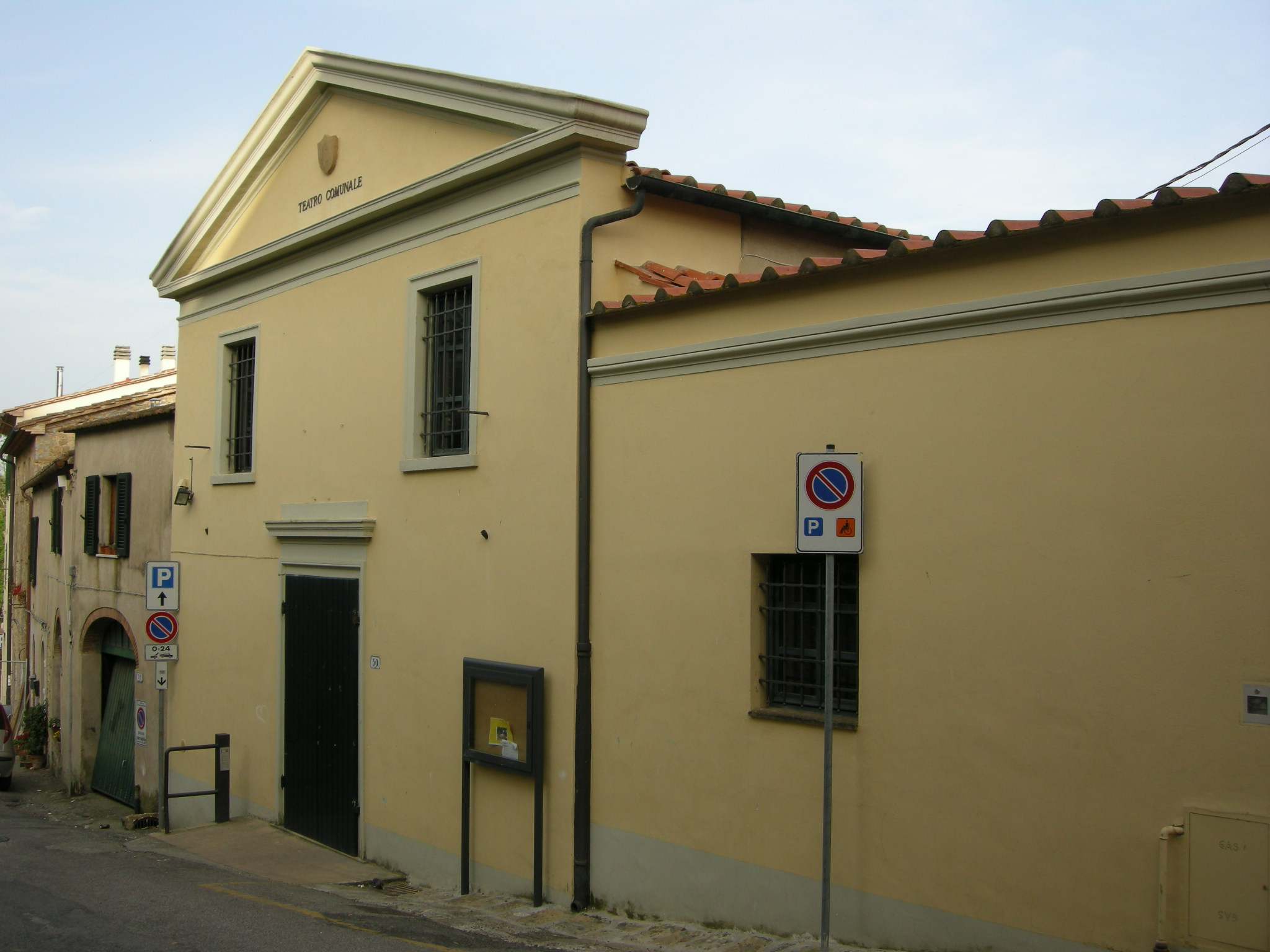
Teatro di Casale Marittimo

Situato in Via Roma n. 50, ha una capienza totale di 80 posti. Della struttura originaria realizzata nell'Ottocento oggi non rimane nulla in quanto, a seguito dei lavori di ristrutturazione eseguiti nel 1987 su progetto dell'architetto Carli di Cecina, l'originario teatro è stato trasformato in sala culturale polivalente.

#### Cascina
- Teatro Politeama

#### Castellina Marittima
- Teatro Ulderigo Niccolini

Situato in Via Marconi, ha una capienza totale di 100 posti.

#### Guardistallo
- Teatro Marchionneschi

#### Lajatico
- Teatro comunale di Lajatico
- Teatro del Silenzio

#### Montecatini Val di Cecina
- Cinema Teatro Aurora

#### Pomarance
- Teatro De Larderel
- Teatro dei Coraggiosi

#### Ponsacco
- Cinema Teatro Odeon
- Auditorium del Salone del Mobile

Situato presso l'omonimo salone in Piazza della Mostra n.4, ha una capienza totale di 100 posti.

#### Pontedera
- Teatro Era
- Cinema Teatro Roma
- Teatro di via Manzoni

Situato al n. 22 dell'omonima strada, ha una capienza totale di 100 posti.

#### San Giuliano Terme
- Teatro Rossini, Pontasserchio

Situato nella frazione di Pontasserchio in Piazza Palmiro Togliatti, ha una capienza totale di 216 posti. Chiuso negli anni ottanta per motivi di inagibilità, il teatro è stato ristrutturato dall'Amministrazione Comunale e recuperato all'attività grazie a un progetto di ristrutturazione che ha riorganizzato i piani orizzontali tra la scena, l'arco scenico e la sala con la finalità di abbattere la quarta parete invisibile, quella del boccascena, del teatro tradizionale e superare la divisione tra pubblico e attori, tra sala e scena. Il teatro recuperato risponde alla domanda collegata allo sviluppo del capoluogo come centro termale, ma con l'ingresso del Comune di San Giuliano nella Fondazione Sipario Toscana, alla quale è stata affidata la gestione, esso può svolgere un importante ruolo anche nel comprensorio pisano.

#### San Miniato
- Auditorium di San Martino
- Teatro di Quaranthana

#### Santa Croce sull'Arno
- Teatro Verdi

#### Santa Maria a Monte
- Teatro comunale di Santa Maria a Monte

#### Volterra
- Teatro di San Pietro
- Teatro Persio Flacco
- Teatro di Santa Chiara
- Teatro romano di Volterra

## Pistoia
- Teatro Manzoni
- Piccolo teatro Mauro Bolognini
- Il Funaro
- Teatro Buonalaprima                                      Teatro privato fondato dalla regista Eleonora Franchi e inaugurato nel novembre del 2016. Il teatro, situato nel comune di Buggiano, ha una capienza di 178 posti.

### Provincia di Pistoia

#### Agliana
- Polispazio Hellana

Ubicato in Piazza Mazzini n. 11 ad Agliana, è dotato di una capienza totale di 90 posti. Si tratta di uno spazio polivalente che ospita il laboratorio teatrale comunale, spettacoli a livello amatoriale, convegni, conferenze e assemblee.

#### Monsummano Terme
- Teatro Yves Montand

#### Montecatini Terme
- Teatro Verdi

#### Pescia
- Teatro Pacini

#### Piteglio
- Teatro Mascagni, Popiglio

#### Quarrata
- Teatro Nazionale

## Prato
- Teatro Metastasio
- Teatro Politeama
- Teatro Fabbricone

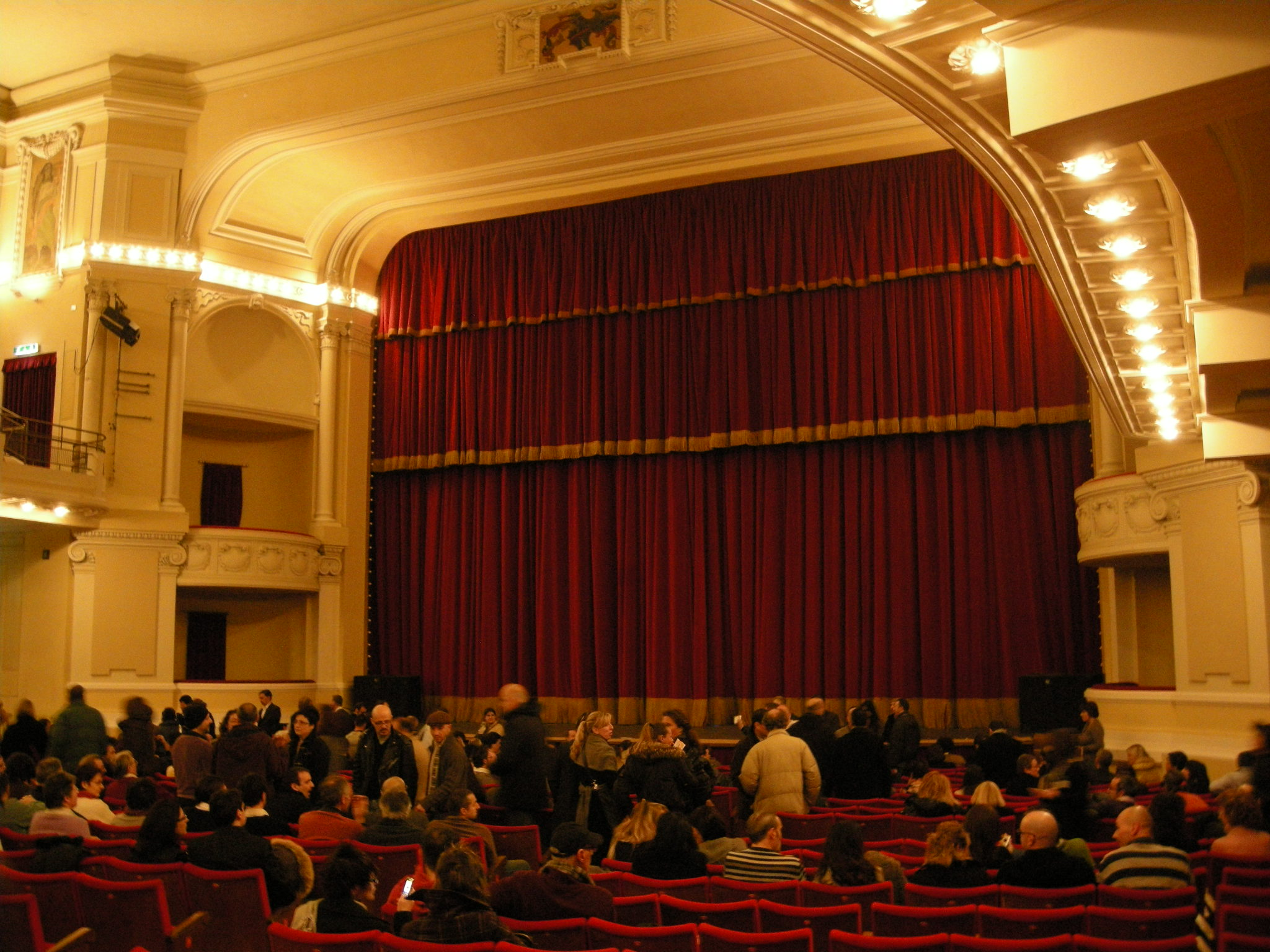
Teatro Politeama (Prato)

- Cantieri culturali ex Macelli-Officina Giovani
- Teatro La Baracca, Casale

### Provincia di Prato

#### Vaiano
- Teatro Gustavo Modena

#### Vernio
- Teatro Comunale

#### Poggio a Caiano
- Teatro Ambra

#### Carmignano
- Teatro Comunale

#### Montemurlo
- Arena di Bagnolo

#### Cantagallo
- Teatro comunale

## Siena
- Teatro dei Rinnovati
- Teatro dei Rozzi
- Teatro del Costone

### Provincia di Siena

#### Abbadia San Salvatore
- Cinema Teatro Amiata
- Teatro Servadio

#### Castelnuovo Berardenga
- Teatro Vittorio Alfieri

#### Chiusi
- Teatro Mascagni

#### Colle di Val d'Elsa
- Teatro dei Varii
- Teatro del Popolo

#### Montalcino
- Teatro degli Astrusi
- Teatro della Grancia, Montisi

#### Montepulciano
- Teatro della Società dei Concordi
- Teatro Poliziano

#### Piancastagnaio
- Cinema Teatro Comunale

#### Poggibonsi
- Teatro Politeama
- Teatro Verdi

#### Radicondoli
- Teatro Comunale Risorti

#### Rapolano Terme
- Teatro del Popolo
- Teatro Verdi
- Teatro Gori Martini

#### San Casciano dei Bagni
- Teatro Comunale ex Accademia dei Georgofili Accalorati

#### San Gimignano
- Teatro dei Leggieri

#### Sarteano
- Teatro Comunale degli Arrischianti

#### Sinalunga
- Teatro Comunale Ciro Pinsuti

#### Torrita di Siena
- Teatro Comunale degli Oscuri